# Alejandro De Los Santos
Alejandro Nicolás De Los Santos (Paraná, 17 de maio de 1902 – Buenos Aires, 16 de fevereiro de 1982) foi um futebolista argentino, goleador nas décadas de 1920 e 1930 que se destacou no Club Sportivo Dock Sud, El Porvenir, Huracán e a seleção argentina.

## Biogfrafia
Nasceu em Paraná, na província de Entre Ríos, no dia de 17 de maio de 1902, filho de descendentes de escravos angolanos. Começou a jogar futebol no Club Oriente del Sud, mas seu primeiro salto veio quando chegou em San Lorenzo de Almagro em 1921, onde jogou apenas 8 jogos, mas conseguiu deixar sua marca de goleador. A estreia em Boedo aconteceu em 22 de maio, na vitória por 2 a 0 sobre o Banfield. Formação: Blasco; Omar, Gaddi; Coll, Vaccaro, Urso; Carricaberry, Sintas, Calvo, Larmeu e de los Santos.
Nesse mesmo ano foi incorporado pelo Sportivo Dock Sud que disputava a Primeira Divisão, e por força dos gols e das boas campanhas, no começo de 1924 foi adquirido por El Porvenir e ali se tornou um ídolo e um dos mais temidos artilheiros da década. Vestindo o uniforme do El Porvenir, jogou um total de 148 partidas e marcou 80 gols (mais de um gol a cada dois jogos). Além disso, alcançou o título de campeão do Segunda Divisão em 1927, sendo o jogador principal da equipe e o artilheiro do torneio com 24 gols. De los Santos é o segundo artilheiro da história de El Porvenir em seus quase cem anos, embora tenha feito todos os seus gols na era Amadora.

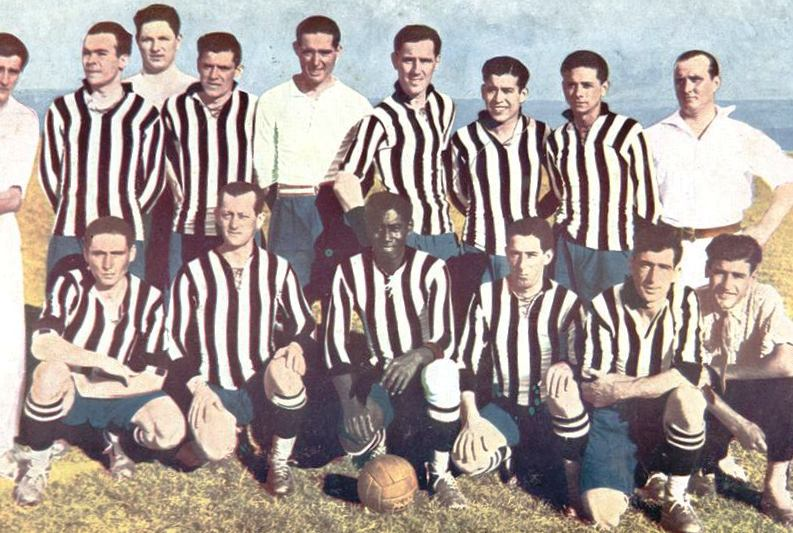
El Porvenir, campeão da Segunda Divisão, 1927.

Suas boas atuações no clube de Gerli levaram-no a ser convocado pela seleção argentina, onde dividiu o ataque com Manuel Seoane, que por sua vez foi seu parceiro de ataque em El Porvenir.
Em 1929, jogando pelo Porvenir contra o Racing uma partida que acabou em 1 a 0 para a equipe de Gerli, o Negro de los Santos fez um grande jogo e foi o centro da partida. Isso fez com que Carlos Gardel, célebre torcedor da equipe de Avellaneda que se encontrava presente no estádio, exclamasse com raiva: "Quem é esse negro? Ninguém consegue parar-lo?"
Foi jogador do Huracán de 1931 a 1934 e ali se converteu em jogador profissional, formando uma dupla letal com o grande artilheiro Herminio Masantonio e a grande conquista que teve nesta equipe foi a Copa de Honra "Beccar Varela", quando derrotou o Lanús por 2 a 0 na final. No Huracán disputou um total de 88 partidas e converteu 25 gols. Anos mais tarde, foi diretor técnico do time principal, dirigindo entre outros jogadores o grande Alfredo Di Stéfano.

## Seleção nacional

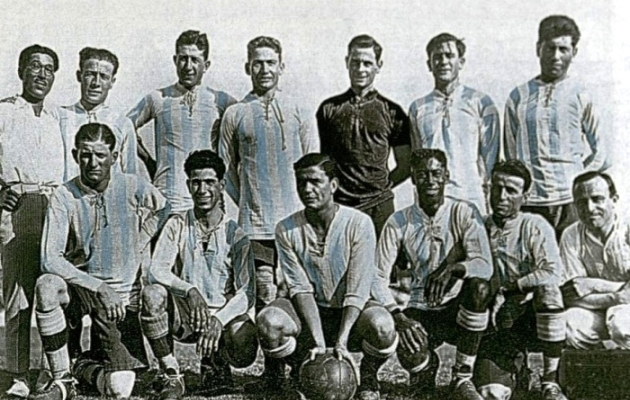
Seleção argentina em 1925.

Alejandro De Los Santos foi o primeiro jogador negro a representar a albiceleste, antecedendo outros jogadores afro-descendentes como Héctor Baley, Clemente Rodríguez, Fernando Cáceres, Américo Gallego e Jonathan Maidana.
Em 1925, conquistou a Copa América com a seleção argentina, formando o ataque com Manuel Seoane, que fora também seu companheiro de ataque no Porvenir.